# 嘉手納駅
嘉手納駅（かでなえき）は、1922年（大正11年）3月28日から1945年（昭和20年）3月までの間、沖縄県北谷村嘉手納（現・嘉手納町）にあった沖縄県営鉄道嘉手納線の駅（廃駅）である。
嘉手納線の終着駅であった。

## 歴史
- 1923年（大正12年）2月26日：嘉手納線の駅として開業。
- 1945年（昭和20年）3月23日ごろ：嘉手納線の運行が終了。旅客乗り入れ路線が無くなり事実上廃止。

## 駅構造
プラットホーム2面2線の地上駅。有人駅で、側線を有していた。
駅からは西側にあった嘉手納製糖工場への引き込み線があった（#嘉手納製糖工場サトウキビ運搬軌道を参照）。
駅構内に運送会社があった。

## 利用状況
沖縄本島内における鉄道の最北駅であり、これより北の北部地域への中継地としての役割を担っていたため、利用者数、貨物取扱量とも多かった。特に、嘉手納製糖工場への引き込み線があったことから、貨物取扱量は他の駅に比べてかなり多かった。鉄道により米、食料、雑貨などが運び込まれ、砂糖や農産物などが出荷された。
旅客利用者数は県営鉄道の駅では那覇駅、与那原駅、安里駅に次ぎ4番目（嘉手納線の駅では2番目）、貨物取扱量は貨物駅であった桟橋荷扱所駅さえも抜き県営鉄道の駅の中では最大であった。

## 駅周辺
駅の南西には嘉手納集落があり、北には沖縄県立農林学校（沖縄県立中部農林高等学校の前身。現在はうるま市に所在）、西には前述の通り嘉手納製糖工場があった。
また、農林学校よりも北には比謝川が流れ、河口にあった渡具知港は物資の集積地ともなっていた。北へ延びていた県道は比謝橋により川を渡っており、水害を防ぐために建設された5連続のアーチ橋であったが、沖縄戦により破壊された。

## 現状
現在の嘉手納ロータリー付近、あるいは嘉手納町役場付近にあったようだが、米軍嘉手納飛行場の建設や嘉手納ロータリー再開発により周辺の道路は当時とはほぼ全て変わってしまったため、廃線跡さえも確認できない。
駅の西側にあった嘉手納製糖工場は住宅地となっている。

## 嘉手納製糖工場サトウキビ運搬軌道
当駅および周辺のサトウキビ収穫地域と嘉手納製糖工場との間を、サトウキビやキビ製品を輸送するために敷設された軌道。当駅と製糖工場を結ぶ県営鉄道の線路と収穫地域と製糖工場を結ぶ馬力によるトロッコ軌道の線路により成り立っていた。トロッコ軌道は嘉手納線が開通する約10年前の1910年（明治43年）ごろに製糖工場建設のための機械運搬用として敷設され、工場完成後はサトウキビ搬入用として使用された。
従来製糖工場へのサトウキビ搬入はトロッコ軌道により工場付近の地域からのみであったが、嘉手納線の開通により搬入地域はかなり南下し浦添の内間地域からの搬入も可能となった。そのため内間から県営鉄道の線路を経由しての輸送が開始されたが、実際の搬入は大半がトロッコ軌道により行われていたようである。トロッコ軌道は北は現在の読谷村宇座、東は現在のうるま市安慶名などと結ばれており、特に安慶名へ向かう工場 - 美里看貫場間は多くの輸送量があり複線となっていた。
一方工場からの製品の搬出は、従来は前述の渡具知港などから那覇港へ船を使って輸送していたが、嘉手納線開通により天候による海難を心配する必要が無い鉄道による輸送がほぼ100%を占めるまでとなり、工場から県営鉄道の線路により、当駅を経由してそのまま那覇方面へ輸送が可能となった。また、古波蔵駅近くにあったアルコール工場への糖蜜の輸送も県営鉄道を経由して行われていた。
製糖工場への運搬軌道は嘉手納製糖工場だけではなく、西原製糖工場、宜野湾製糖工場、高嶺製糖工場にも敷設されていたが、嘉手納のものは最大の規模を持っていた。嘉手納線が開通する6年前の1917年（大正6年）には台車数は1,000台を超え、軌道総延長も80 kmに達していた。県営鉄道が30年の間に使用した車両は旅貨合計で103両であり、また総延長は4路線合わせて約48 kmであったことから、トロッコ軌道はかなりの規模であったことが分かる。
なお、これらの運搬軌道は製糖期間中以外に使用することが無かったが、これらを旅客用として営業を行ったのが西原製糖工場のサトウキビ運搬軌道であり、与那原 - 泡瀬間を旅客運送を主目的とした軌道会社である沖縄軌道により運行されていた。詳細は沖縄軌道を参照。

## 隣の駅
沖縄県営鉄道
■嘉手納線
野国駅 - 嘉手納駅